# 5226 Поллак
5226 Поллак (5226 Pollack) — астероїд головного поясу, відкритий 28 листопада 1983 року.
Тіссеранів параметр щодо Юпітера — 3,542.